# 倉田保昭
倉田 保昭（くらた やすあき、1946年3月20日 - ）は、日本のアクション俳優、武道家。本名は同じ。空手七段、柔道三段、合気道二段。愛称は和製ドラゴン。俳優以外に倉田プロモーション代表、全日本双節棍道連盟最高顧問、創武館道場代表。創造学園大学（2013年に閉校）創造芸術学部芸術学科客員教授も務めていた。

## 略歴
茨城県新治郡桜村（現・つくば市）出身。父親は織物業を営み、少年時代から父親の元で空手の練習に励む。しかし小学4年生の時に父の会社が倒産、埼玉県大宮市（現：さいたま市）に一家で引越し、この時から糸東流空手の道場に通い始める。高校は東京にある海城高等学校に入学し、柔道部で活躍する。高校卒業後、1年間の浪人生活を経て日本大学芸術学部演劇学科に入学する。中学、高校でマスターした空手、柔道に続く新しい試みとして合気道を始め、大学4年の時には合気道部を設立する。大学卒業の時、友人に誘われるまま、東映演技研修所の第一期生となり、1966年、テレビドラマ『丸出だめ夫』でデビューする。翌年『続・組織暴力』で映画デビューを果たした。その後、東京俳優生活協同組合に籍を移して、『柔道一直線』（TBS）や『中学生群像』（NHK）などのテレビドラマに出演する。
1971年、この当時、香港映画界の最大勢力だったショウ・ブラザーズのオーディション（日本の帝国ホテルで開催）に合格したのを機会に、折りからブームとなっていたカンフー映画へと転身する。同年『悪客』で香港映画デビュー。以降、悪役俳優として活躍した。
1974年には出演した香港映画『帰ってきたドラゴン』が日本でも公開されて「和製ドラゴン」として凱旋帰国したほか、TBSテレビ系のドラマ『バーディー大作戦』に出演。同時時期に東京12チャンネルのテレビドラマ『闘え!ドラゴン』でテレビドラマ主演デビューを果たした。日本映画復帰出演第1作となった千葉真一主演の『直撃! 地獄拳』や、志穂美悦子主演『女必殺拳 危機一発』、『必殺女拳士』など、東映製作のカラテ映画／格闘映画の助演。1976年には東映映画『武闘拳 猛虎激殺!』で主演を果たした。
1975年5月24日からTBSテレビ系のドラマ『Gメン'75』に草野泰明刑事として、1979年4月11日までの4年間、レギュラー出演する。特に「香港カラテロケシリーズ」では主導的な役割を担い、現地の役者の通訳や食事の手配までこなし、番組内の人気シリーズとなった。
その後、ドラマ撮影に明け暮れる生活から抜け出すため、自ら降板を申し出るが、現実は甘くなく1979年から1980年、日本国内では一時「干された」状態となり低迷する。ちょうどこの頃知己のジャッキー・チェンのコミカルなカンフー映画が大人気になっており、たまたま来日したジャッキーと再会。現状を伝えるとサモ・ハン・キンポーを紹介され、サモ・ハンの会社と3本の映画出演契約を交わす。これが活動再開のきっかけとなった。
これ以降日本、香港、台湾を股にかけ、現在まで俳優として活躍している。2013年に開催された第1回ベストアクションアワードにおいてベストアクション男優賞並びに特別アクション功労賞を受賞した。2011年11月、香港のコーズウェイベイに「空手道場　創武館」を開設。「香港で日本人のもつ武士道精神を伝えたい」との思いから赤字も覚悟でオープンに至った。

## 人物

### ブルース・リーを知る日本人
ブルース・リーに『ドラゴン怒りの鉄拳』撮影中、沖縄空手の武具ヌンチャクをプレゼントした。本来の中国武術ではヌンチャクは使用しないが、その派手なアクションが映画向きであると『怒りの鉄拳』の殺陣師に気に入られたことから、この映画に使用されたと自身で語っている。しかしリーが使ったものはダン・イノサントから教わったタバクトヨク（ヌンチャクよりも鎖が長い）であり、『グリーン・ホーネット』で既に使用している。彼やイノサントの殺陣はヌンチャクの扱いとはまったく異なる。なお、このエピソードは後にTVで放送されたが、編集の手違いにより「ブルースはヌンチャクが出来ない」と放送されてしまった。
また映画『麒麟掌』では所属映画会社が異なる（ブルース・リーはゴールデン・ハーベスト社、倉田はショウ・ブラザーズ社所属）ながらも、数秒ではあるが2人で映画共演を果たしている。

### エピソード
刑事ドラマ『Gメン'75』の香港編（香港カラテロケシリーズ）の撮影中、その近隣ではジャッキー・チェン主演の出世作『ドランクモンキー 酔拳』の撮影が行われていた。

## 出演

### 映画

#### 海外作品
- 続・拳撃 悪客（1971年） デビッド・チャン、ティ・ロンと共演
- 武道大連合・復讐のドラゴン（1972年） メン・フェイと共演
- 麒麟掌（1972年）
- 黒色家変（1980年） ブルース・リィと共演
- ドラゴンVS不死身の妖婆（1972年） ジミー・ウォングと共演
- 四騎士（1972年） ティ・ロン、デビッド・チャンと共演
- 倉田保昭の激怒の鉄拳（1973年） ハン・インチェと共演
- 猛虎下山（1973年） チェン・シンと共演
- 用心棒ドラゴン（1973年） シー・フォンと共演
- 帰ってきたドラゴン（1973年） ブルース・リャン（中国語版）と共演
- 女ドラゴン 血闘の館（1973年） シャンカン・リンフォンと共演
- 倉田保昭の大追跡（1974年） カオ・チャン、ハン・インチェと共演
- 無敵のゴッドファーザー ドラゴン世界を征く（1974年） ブルース・リャンと共演
- 激突!少林拳対忍者（1976年） デビッド・チャンと共演
- 少林寺マスター（1977年） メン・フェイと共演
- 少林寺必殺舞扇拳（1978年） リー・フォアマンと共演
- 少林寺vs忍者（1978年） リュー・チャーフィー、水野結花と共演
- 倉田保昭のカンフー大作戦（1978年） 山下タダシ（ブロンソン・リー）と共演
- 忍者外伝 倭寇掃蕩作戦（1981年） ティ・ロンと共演
- 激突! キング・オブ・カンフー（1982年） サイモン・ユエンJr.と共演
- レディ・ニンジャ2 夜霧の忍び凧（1982年） ヤン・ホイサン、水野結花と共演
- 地獄の忍者軍団 クノイチ部隊（1983年） チェン・カンタイ、ヤン・ホイサンと共演
- 悪漢探偵2（1983年） サミュエル・ホイと共演
- 悪漢列伝（1985年） ヤン・ホイサンと共演
- ニンジャ・サンダーボルト/裏切りと復讐の暗殺軍団（1985年） リチャード・ハリソンと共演
- 七福星（1985年） ジャッキー・チェン、サモ・ハン・キンポー、ユン・ピョウと共演
- ポリス・ストーリー/香港国際警察（1985年） エキストラ出演[7]
- Mishima（1985年）
- セブンス・カース（1986年） チョウ・ユンファと共演
- 冒険活劇 上海エクスプレス（1986年） サモ・ハン・キンポー、ユン・ピョウ、リチャード・ノートン、シンシア・ロスロック、大島由加里と共演
- イースタン・コンドル（1987年） サモ・ハン・キンポー、ユン・ピョウと共演
- 極道追想（1991年） アンディ・ラウと共演
- ブルドッグ（1992年） ロマノ・クリストフと共演
- フィスト・オブ・レジェンド 怒りの鉄拳（1994年） ジェット・リーと共演
- ゴッド・ギャンブラー/東京極道賭博（2000年） ルイス・クーと共演
- クローサー（2001年） スー・チー、ヴィッキー・チャオと共演
- Samurai（2002年）主演
- 風雲! 格闘王（2003年） イーキン・チェンと共演
- 新宿インシデント（2009年） ジャッキー・チェンと共演
- ラスト・ブラッド（2009年） チョン・ジヒョンと共演
- レジェンド・オブ・フィスト 怒りの鉄拳（2010年） ドニー・イェンと共演
- ラスト・シャンハイ（2013年） チョウ・ユンファ、サモ・ハン・キンポーと共演
- キング・オブ・ヴァジュラ 金剛王（2013年） シン・ユーと共演
- マンハント（2017年） チャン・ハンユー、福山雅治と共演
- 狂獣 欲望の海域（2017年） マックス・チャン、ショーン・ユーと共演
- 戦神 ゴッド・オブ・ウォー（2017年） チウ・マンチェク、サモ・ハン・キンポーと共演
- ミッション・デブポッシブル!（2018年 中国、原題：胖子行動隊）3時のヒロイン かなでと共演
- アイスマン 宇宙最速の戦士（2018年） ドニー・イェン、サイモン・ヤム、ワン・バオチャンと共演

#### 国内作品
- 続・組織暴力（1967年、東映）[8]
- 激動の昭和史 軍閥（1970年、東宝）
- 直撃! 地獄拳（1974年、東映）※千葉真一と共演
- 女必殺拳 危機一発（1974年、東映）※志穂美悦子と共演
- 帰って来た女必殺拳（1974年、東映）※志穂美悦子と共演
- 武闘拳 猛虎激殺!（1976年、東映）
- 必殺女拳士（1976年、東映）※志穂美悦子と共演
- こちら葛飾区亀有公園前派出所（1977年、東映）- 草野泰明刑事
- ええじゃないか（1981年、松竹）
- 植村直己物語（1986年、東宝） - 平山
- ぼくらの七日間戦争（1988年、東宝）
- ファイナルファイト 最後の一撃（1989年、東映）※主演の他、製作・原案・監督などを兼務
- ブルドッグ（1992年、アルバトロス）
- 中指姫 俺たちゃどうなる?（1993年、松竹）
- ザ・格闘王（1994年、東映）※ケイン・コスギと共演
- 1・2の三四郎（1995年、プレイビルパブリッシャーズ）
- ズッコケ三人組 怪盗X物語（1998年、東映） - 極真館館長
- 静かなるドン THE MOVIE（2000年、ケイエスエス） - 猪首硬四郎
- 黄龍 イエロードラゴン（2003年、倉田プロモーション）※主演の他、製作・原案・監督・脚本（共同）などを兼務
- マスター・オブ・サンダー 決戦!! 封魔龍虎伝（2006年、日活）※千葉真一と共演
- 轟轟戦隊ボウケンジャー THE MOVIE 最強のプレシャス（2006年、東映） - 明石虹一
- 柔術 (2010年)
- レッド・ティアーズ（2012年、倉田プロモーション） - 三島巌次郎※映画出演100本目記念作品

### テレビドラマ
- 丸出だめ夫（1966年、NTV系）
- あゝ同期の桜 第1回「離別」（1967年、NET系）
- 特別機動捜査隊（1967年、NET系）- 部員A
- 柔道一直線（1970年、TBS系） - 鳴門三郎
- 中学生群像（1970年頃、NHK）
- 大河ドラマ
  - 春の坂道（1971年） - 陳元贇
  - 徳川家康（1983年） - 金蔵
- 闘え!ドラゴン（1974年、12CH） - 不知火竜馬（ブルース・リャンと共演）
- バーディー大作戦（1974年11月2日 - 1975年5月17日、TBS系）第27話「燃えよ! ドラゴン日本上陸」 - 第54話「バーディー真昼に死す」 - ドラゴン
- Gメン'75　第1話「エアポート捜査線」 − 第202話「Gメン対香港カラテ軍団PART2」(1975年5月24日 − 1979年4月14日、TBS系) − 草野泰明刑事[注釈 2]
- 水戸黄門 第6部 第10話「兄妹拳法絶海の対決・隠岐」（1975年6月2日、TBS系） - 西島英輔
- 刑事くん第3部  第42話「ハイエナを追え!」（1975年8月25日、TBS系）
- 同心部屋御用帳 新・江戸の旋風（1980年、CX系） - 藤堂拳
- 猿飛佐助（1980年、NTV系） - 霧隠才蔵
- 服部半蔵 影の軍団 第2話「闇に潜む牝豹」（1980年 KTV系） - 下柘植の大猿
- 旅がらす事件帖 第9話「浮世がるたの裏表」（1980年、KTV系） - 北見市蔵
- 江戸の朝焼け 第14話「殺し屋・辰吉」（1980年、CX系） - 目黒三左衛門
- 土曜ワイド劇場 瀬戸内殺人海流 帰らない女（1980年、ANB系）
- 太陽にほえろ! 第469話「東京・鹿児島・大捜査線」、第470話「鹿児島・東京・大捜査線」（1981年、NTV系） - 相馬警部
- 特捜最前線 第226話「太鼓を打つ刑事!」（1981年、ANB系） - 沢木弘
- 寛永御前試合 （1983年、ANB系） - 龍成功（佐川幡竜軒）
- 青春はみだし刑事（1983年、NTV系）
- 火曜サスペンス劇場 / 少年は見ていた（1983年、NTV系） - 根本刑事
- 大江戸捜査網 第621話「孤島に燃える! 悲恋の挽歌」（1983年、TX系） - 黒木新三郎
- 流れ星佐吉 第22話「お色気大脱出!」（1984年 KTV系）
- 必殺仕事人IV 第30話「勇次 投げ縄使いと決闘する」（1984年、ABC系） - 矢平次
- 西部警察 PART-III （1984年、ANB系）
  - 新春2時間スペシャル「燃える勇者たち」 - 三上
  - 最終回スペシャル「大門死す! 勇者たちよ永遠に…」 - 緒方
- ザ・ハングマン4 第21話「美人秘書の（秘）情報が連続殺人を生む!」（1985年、ABC系） - 田代英司
- 特命刑事ザ・コップ 第12話「女刑事マリアが危ない!」（1985年、ABC系） - 鹿島
- 飛花逐月 （台湾武侠ドラマ、1985年、中華電視公司） - 逍遙公子
- トップスチュワーデス物語 第10話「女は度胸で、大逆転!」（1990年、TBS系） - 乗客
- 金魚のフン（1996年、ANB系） - 銀子の父
- 天下第一（2004年、中国の武侠ドラマ） - 柳生但馬守
- 牙狼〈GARO〉〜闇を照らす者〜（2013年、TX系） - 尊士
- やすらぎの郷（2017年、EX系） - 那須十三郎
- やすらぎの刻〜道  (2019年 - 2020年、EX系)   - 那須十三郎
- 打天下  (2020年、香港・ViuTV)   - 武田寬
- 天目危机 (2021年、中国・MangoTV) - 黒木弘

### バラエティ番組
- 邦ちゃんのやまだかつてないテレビ (1989年-1992年 CX系）

### Vシネマ
- 死神の使者　DEATH MESSENGER（1991年）
- 静かなるドン1 - 12（1991年−2001年） - 猪首硬四郎
- 暴力列島　ダーティーマネージャック（1992年）
- となりの凡人組1 - 3（1993年−1994年）-凡野平太郎
- 闇ゴルファー2 黄金のパター（1995年、大映） - 戸張丈太郎
- ケンカ包丁!! 義（2000年） - 加賀ロイヤルホテル料理長 峰岸
- 銀座ミッドナイトストーリー ゆーとぴあ 赤い蝶（2000年）
- 銀座ミッドナイトストーリー ゆーとぴあ 白い蕾（2000年）
- 捜査四課対広域暴力団（2000年）
- バトルハッスル（2010年）

### ネット配信
- BLACKFOX:Age of the Ninja（2019年10月5日） - 石動兵衛 役[9]

### モバイルコンテンツ
- つぶやき三四郎　〜一本なう〜（2011年5月16日 - 6月20日、ドコモマーケット） - 車治五郎

## テレビゲスト出演
- それはブルース・リーからはじまった〜最強アクションをめぐる旅〜 ブルース・リーと親交があった倉田保昭がリーが目指したアクションの真髄を探るドキュメント（2010年7月27日、NHK-BS2）

## ディスコグラフィ

### シングル
※　すべて7インチレコードで発売。
| 発売日               | 面                   | タイトル             | 作詞                 | 作曲                 | 編曲                 | 規格品番             |
| ワーナー・パイオニア | ワーナー・パイオニア | ワーナー・パイオニア | ワーナー・パイオニア | ワーナー・パイオニア | ワーナー・パイオニア | ワーナー・パイオニア |
| -------------------- | -------------------- | -------------------- | -------------------- | -------------------- | -------------------- | -------------------- |
| 1974年8月            | A                    | 闘え！ドラゴン       | 伊上勝               | 菊池俊輔             | 菊池俊輔             | L-1205P              |
| 1974年8月            | B                    | ロンリードラゴン     | 伊上勝               | 菊池俊輔             | 菊池俊輔             | L-1205P              |
| 1975年2月            | A                    | こぼれ花             | 千家和也             | 遠藤実               | 斎藤恒雄             | L-1223P              |
| 1975年2月            | B                    | 終列車               | 千家和也             | 遠藤実               | 斎藤恒雄             | L-1223P              |
| 1975年8月            | A                    | ねがい花             | 千家和也             | 遠藤実               | 斎藤恒雄             | L-1263P              |
| 1975年8月            | B                    | しあわせの旅路       | いではく             | 遠藤実               | 斎藤恒雄             | L-1263P              |
| 1977年12月           | A                    | ヘアピン・ブルース   | 純愛児               | 岩久茂               | 川上了               | L-185P               |
| 1977年12月           | B                    | 夢の旅               | 愛巣久離夢           | 白鳥麗緒             | 伊豆一彦             | L-185P               |

### アルバム
| 発売日               | タイトル | 規格                 | 規格品番             |
| ワーナー・パイオニア | ワーナー・パイオニア | ワーナー・パイオニア | ワーナー・パイオニア |
| -------------------- | --- | -------------------- | -------------------- |
| 1975年8月25日        | こぼれ花 倉田保昭 男の哀愁をうたう A面 1. こぼれ花 作詞：千家和也 作曲：遠藤実 編曲：斎藤恒雄 2. ついて来るかい 作詞・作曲：遠藤実 編曲：斎藤恒雄 3. 人生の並木道 作詞：佐藤惣之助 作曲：古賀政男 編曲：小谷充 4. くちなしの花 作詞：水木かおる 作曲：遠藤実 編曲：斎藤恒雄 5. 別れても 作詞：有馬三恵子 作曲：鈴木淳 編曲：小谷充 6. 男がつぶやく子守唄 作詞・作曲：神坂薫 編曲：小谷充 B面 1. ねがい花 作詞：千家和也 作曲：遠藤実 編曲：斎藤恒雄 2. 終列車 作詞：千家和也 作曲：遠藤実 編曲：斎藤恒雄 3. しあわせの旅路 作詞：いではく 作曲：遠藤実 編曲：斎藤恒雄 4. 旅の宿 作詞：岡本おさみ 作曲：吉田拓郎 編曲：不明 5. 遠くへ行きたい 作詞：永六輔 作曲：中村八大 編曲：不明 6. 北帰行 作詞・作曲：宇田博 編曲：不明 | LP                   | L-10013P             |
| 1977年               | CITY ヘアピン・ブルース A面 1. 北風 作詞：麻生香太郎 作曲・編曲：伊豆一彦 2. ヘアピン・ブルース 作詞：純愛児 作曲：岩久茂 編曲：川上了 3. ブルー・シティ 作詞：麻生香太郎 作曲・編曲：伊豆一彦 4. なぐさめ 作詞：西口久美子 作曲：岩久茂 編曲：川上了 5. ミッドナイト・ステーション 作詞：純愛児 作曲：岩久茂 編曲：川上了 B面 1. ZIPPOのために 2. 夢の旅 作詞：愛巣久離夢 作曲：白鳥麗緒 編曲：伊豆一彦 3. 操車場にて 4. フリータイム 5. 東京へ来るな | LP                   | L-10103P             |

## 書籍
- デラックスカラーシネアルバム「激突！ドラゴン武術」（1983年、芳賀書店）- 倉田保昭監修
- 和製ドラゴン放浪記（1997年7月、国際通信社）
- 香港アクションスター交友録（2004年6月、洋泉社）
- 帰って来たドラゴン（2024年7月、国際通信社）